# 繆思 (佛羅里達州)
繆思（英語：Muse）是位於美國佛羅里達州沼澤縣的一個非建制地區。該地的面積和人口皆未知。

## 地理
繆思的座標為27°49′40″N 81°29′45″W / 27.82778°N 81.49583°W，而該地的平均海拔高度為14米（即46英尺）。